# Dactylodenia wintonii
Dactylodenia wintonii är en orkidéart som först beskrevs av George Claridge Druce, och fick sitt nu gällande namn av Eduard Peitz. Dactylodenia wintonii ingår i släktet Dactylodenia, och familjen orkidéer. Inga underarter finns listade i Catalogue of Life.